# دانشگاه علم و فناوری مازندران
دانشگاه علم و فناوری مازندران (بهشهر) یکی از دانشگاه‌های دولتی تحت نظارت وزارت علوم است که در شرق استان مازندران در شهرستان بهشهر قرار دارد.
رشته‌های فعال در این دانشگاه در مقطع کارشناسی مهندسی عمران، مهندسی صنایع، مهندسی برق، مهندسی شیمی، مهندسی کامپیوتر، علوم کامپیوتر، ریاضیات و کاربردها و در مقطع کارشناسی ارشد مهندسی عمران گرایش سازه، مهندسی شیمی گرایش فرآیندهای جداسازی، ریاضی کاربردی گرایش‌های آنالیز عددی و بهینه‌سازی، ریاضیات و کاربردها گرایش‌های جبر و آنالیز، مهندسی صنایع گرایش سیستم‌های کلان، مهندسی برق گرایش‌های سیستم‌های قدرت و الکترونیک قدرت و ماشین‌های الکتریکی می‌باشند.
از زمان استقلال این دانشگاه و به مدت نزدیک به ۸ سال ریاست این واحد آموزشی بر عهده حمید محمدزاده عضو هیئت علمی دانشگاه علم و صنعت ایران (که پس از قبول عنوان ریاست به عضویت هیئت علمی این دانشگاه درآمد) بود که در سال ۱۴۰۰ با حکم محمدعلی زلفی‌گل ـ وزیر علوم،‌ تحقیقات و فناوری، احمدرضا ربانی به این سمت انتخاب شد.
احمدرضا ربانی نیز که خود متولد بهشهر می‌باشد، دارای دکترای اکتشاف منابع نفت و گاز از آکادمی علوم روسیه بوده و عضو هیئت علمی و استاد دانشکده مهندسی نفت دانشگاه صنعتی امیرکبیر بوده است. او پیش از این ریاست دانشگاه تفرش و ریاست دانشکده نفت دانشگاه صنعتی امیرکبیر را نیز  بر عهده داشته است.

## دانشکده‌ها
- دانشکده مهندسی عمران

دانشکده علوم
- دانشکده مهندسی برق و کامپیوتر
- مهندسی شیمی و صنایع [۵]
- مهندسی نفت [۶] (در شرف راه‌اندازی)

## تاریخچه و معرفی
دانشگاه علم و فناوری مازندران که در کیلومتر ۳ جاده دریای چهارفصل شهرستان بهشهر به مساحت 16000 متر مربع واقع گردیده‌است با عنوان واحد اقماری دانشگاه علم و صنعت ایران، در سال ۱۳۷۳ با پذیرش ۹۰ دانشجو در دو رشته مهندسی صنایع و برق آغاز به کار نمود. دانشگاه علم و صنعت ایران واحد بهشهر، شعبه‌ای از دانشگاه علم و صنعت ایران است که در سال ۱۳۷۳ در شهرستان بهشهر تأسیس شد. در بدو تأسیس سه رشتهٔ مهندسی کامپیوتر (گرایش نرم‌افزار)، مهندسی صنایع (گرایش تولید صنعتی) و ریاضی کاربردی در این دانشگاه فعال بودند. رشتهٔ مهندسی برق (گرایش الکترونیک) نیز از سال ۱۳۸۸ به این رشته‌ها اضافه گردید. روند ادارهٔ این واحد تا شهریور ۱۳۸۸ فقط به صورت شبانه بوده‌است. از سال ۱۳۸۸ در دو رشتهٔ مهندسی برق (گرایش  الکترونیک) و ریاضی کاربردی در نوبت روزانه نیز دانشجو پذیرش می‌کند. سرانجام واحد پردیس خودگردان بهشهر در سال ۹۱ به دانشگاه علم و فناوری مازندران ارتقا یافت. این واحد در سال ۱۳۹۱ و طی فرایند استقلال از دانشگاه علم و صنعت ایران به مرکز آموزش عالی و در سال ۱۳۹۲ به دانشگاه علم و فناوری مازندران تغییر نام داد. پس از استقلال دانشگاه و به دنبال پیگیری‌های صورت گرفته از سوی مسئولان دانشگاه، تعداد رشته‌های تحصیلی به ۹ رشته و تعداد دانشجویان به حدود ۱۸۵۰ نفر افزایش یافت و معاونت‌های اداری مالی، فرهنگی و دانشجویی و آموزشی، پژوهشی و فناوری ایجاد شد.
پس از استقلال دانشگاه علم و فناوری مازندران، ابتدا دو معاونت اداری، پشتیبانی و فرهنگی دانشجویی و معاونت آموزشی و پژوهشی در نمودار سازمانی دانشگاه در نظر گرفته شد که با گذشت یک سال از این موضوع، معاونت فرهنگی و دانشجویی در تاریخ ۶ بهمن ۱۳۹۲ از معاونت اداری و پشتیبانی جدا گردید و به عنوان معاونت جدید در دانشگاه شروع به فعالیت نمود. این دانشگاه پس از استقلال خود موفق به اقدام جهت ساخت تأسیسات و فضاهای آموزشی و رفاهی شده‌است.